# Takayuki Kuwata
Takayuki Kuwata (桑田 隆幸, Kuwata Takayuki, Hiroshima, 26 juni 1941) is een Japans voormalig voetballer die als aanvaller speelde.

## Clubcarrière
In 1961 ging Kuwata naar de Waseda-universiteit, waar hij in het schoolteam voetbalde. Nadat hij in 1965 afstudeerde, ging Kuwata spelen voor Toyo Industries. Met deze club werd hij in 1965, 1966, 1967 en 1968 kampioen van Japan. Kuwata veroverde er in 1965, 1967 en 1969 de Beker van de keizer. In 5 jaar speelde hij er 62 competitiewedstrijden en scoorde 34 goals. Kuwata beëindigde zijn spelersloopbaan in 1969.

## Japans voetbalelftal
Takayuki Kuwata debuteerde in 1961 in het Japans nationaal elftal en speelde 5 interlands, waarin hij 2 keer scoorde.

## Statistieken
| Japans voetbalelftal | Japans voetbalelftal | Japans voetbalelftal |
| Jaar                 | Wed.                 | Dlp.                 |
| -------------------- | -------------------- | -------------------- |
| 1961                 | 2                    | 1                    |
| 1962                 | 3                    | 1                    |
| Totaal               | 5                    | 2                    |